# Górzyca (gromada w powiecie gryfickim)
Górzyca – dawna gromada, czyli najmniejsza jednostka podziału terytorialnego Polskiej Rzeczypospolitej Ludowej w latach 1954–1972.
Gromady, z gromadzkimi radami narodowymi (GRN) jako organami władzy najniższego stopnia na wsi, funkcjonowały od reformy reorganizującej administrację wiejską przeprowadzonej jesienią 1954 do momentu ich zniesienia z dniem 1 stycznia 1973, tym samym wypierając organizację gminną w latach 1954–1972.
Gromadę Górzyca z siedzibą GRN w Górzycy utworzono – jako jedną z 8759 gromad na obszarze Polski – w powiecie gryfickim w woj. szczecińskim na mocy uchwały nr V/43/54 WRN w Szczecinie z dnia 5 października 1954. W skład jednostki weszły obszary dotychczasowych gromad Borzęcin, Dziadowo, Górzyca, Kłodkowo, Otok, Skalin, Węgorzyn, Zielin i Sikory (bez miejscowości Mierzyno i Prusinowo) ze zniesionej gminy Górzyca w tymże powiecie. Dla gromady ustalono 16 członków gromadzkiej rady narodowej.
1 stycznia 1972 do gromady Górzyca włączono miejscowości Chmielów, Prusinowo i Racław ze zniesionej gromady Przybiernówko w tymże powiecie; z gromady Górzyca wyłączono natomiast tereny o powierzchni 84,30 ha, włączające je do miasta Gryfice tamże.
Gromada przetrwała do końca 1972 roku, czyli do kolejnej reformy gminnej.